# Pseudopanurgus levis
Pseudopanurgus levis är en biart som först beskrevs av Timberlake 1975.  Pseudopanurgus levis ingår i släktet Pseudopanurgus och familjen grävbin. Inga underarter finns listade i Catalogue of Life.